# 加利西亚工团间联盟
加利西亚工团间联盟是西班牙加利西亚自治区的一个工会联合会。该组织成立于1993年。
该组织在政治上一直支持加利西亚民族主义集团，特别是加利西亚人民联盟（加利西亚民族主义集团的主要成员）。该组织的总部位于圣地亚哥-德孔波斯特拉。该组织的成员数超过8万。该组织是世界工会联合会的成员。